# Philodendron crassispathum
Philodendron crassispathum är en kallaväxtart som beskrevs av Thomas Bernard Croat och Michael Howard Grayum. Philodendron crassispathum ingår i släktet Philodendron och familjen kallaväxter. Inga underarter finns listade.